# Mitsui Chemicals
Mitsui Chemicals (三井化学株式会社 Mitsui-Kagaku Kabushiki-gaisha) est une entreprise japonaise du secteur de la chimie, faisant partie de l'indice Nikkei 225. 
L'entreprise s'intéresse en particulier aux matériaux polymères. Fondée en 1997, elle fait partie du groupe Mitsui, et emploie environ 12 800 personnes dans le monde.